# Minúscula 30
Minúscula 30 (en la numeración Gregory-Aland), ε 522 (Soden) es un manuscrito griego en minúsculas del Nuevo Testamento escrito en 313 hojas de papel. Es datado paleográficamente en el siglo XV. Antiguamente fue llamado Codex Colbertinus 4444. Tiene marginales.

## Descripción
El códice contiene el texto completo de los cuatro Evangelios en 313 hojas de papel (22.7 cm por 14.9 cm). El texto está escrito en una columna por página, 14 líneas por página.
El texto de los Evangelios está dividido de acuerdo a los κεφαλαια (capítulos), cuyos números se colocan al margen del texto (en griego y en latín), y los τιτλοι (títulos) en la parte superior de las páginas. No tiene una división de acuerdo con las Secciones Amonianas; tiene referencias a los Cánones de Eusebio.
Scrivener sugirió que fue escrito por el mismo escriba (George Hermonymus) que copió las minúsculas 17 y 70, a cuyo texto se asemeja mucho.

## Texto
El texto griego de este códice es representativo del tipo textual bizantino. Aland lo colocó en la Categoría V.
Según el Perfil del Método de Claremont, representa a la familia textual Kx en Lucas 1 y Lucas 20. En Lucas 10 ningún perfil fue hecho. Pertenece al grupo textual 17 junto con los manuscritos 70, 120, 287, 288 y 880.

## Historia
Es datado por el INTF en el siglo XV.
El manuscrito perteneció a J. B. Hantin, un numismático francés. Bishop Moore tomó este manuscrito de la biblioteca de Hantin en 1706. Fue añadido a la lista de manuscritos del Nuevo Testamento por J. J. Wettstein, quien le dio el número 30.
Fue examinado y descrito por John Mill (Colbertinus 4 para Mateo), Scholz (1794-1852) y Paulin Martin. Scholz descubrió que su texto se asemeja mucho al de la minúscula 17. C. R. Gregory vio el manuscrito en 1884.
Se encuentra actualmente en la Bibliothèque nationale de France (Gr. 100) en París.